# Завальна Ліна Костянтинівна
Ліна Костянтинівна Зава́льна (нар. 23 жовтня 1938, Харків) — українська архітекторка; член Спілки архітекторів України з 1974 року. Заслужений архітектор УРСР з 1982 року.

## Біографія
Народилася 23 жовтня 1938 року в місті Харкові (нині Україна). Упродовж 1956—1961 років навчалась у Харківському інституті інженерів комунального будівництва. Протягом 1961—1995 років працювала в Головному архітектурно-планувальному управлінні Харкова (у 1974—1995 роках — заступницею начальника). Одночасно, за сумісництвом, упродовж 1974—1994 років працювала на кафедрі містобудування Харківського інституту інженерів комунального будівництва / Харківського інституту інженерів міського господарства. Член КПРС з 1972 року.
Протягом 1995—2006 років очолювала відділ будівельного паспорта госпрозрахункового бюро. З 2006 року — наукова консультантка комунального підприємства «Містопроєкт» при Головному архітектурно-планувальному управлінні Харкова.

## Роботи
- Планування і забудова мікрорайонів у Харкові (1970—1980-ті);
- Розміщення житлового будівництва Харкова на 1981–1985 роки (у співавторстві);
- Генеральний план розвитку Харкова до 2005 року (1983, у співавторстві);
- Розміщення житлово-громадського будівництва Харкова на 1991–1992 та адресна програма будівництва на 1990–1992 роки;
- Техніко-економічні основи розвитку Харкова до 2010 року (у співавторстві);
- Об'ємно-просторове та архітектурно-планувальне вирішення забудови вулиць  Клочківської та Котлова (у співавторстві);
- Забудова 112 мікрорайону на вулиці Академіка Богомольця (у співавторстві);
- Розташування відкритих платних автостоянок та інших видів організованого зберігання індивідуальних автомобілів (у співавторстві);
- Благоустрій 615 мікрорайону Салтівського масиву (у співавторстві).